# Диденко, Андрей Николаевич
Андрей Николаевич Диденко (5 января 1932, с. Рожнев Лог, Ребрихинский район, Западно-Сибирский край, РСФСР — 10 января 2017, Москва, Российская Федерация) — советский и российский учёный-физик, специалист в области физики пучков заряженных частиц, член-корреспондент АН СССР и РАН.

## Биография
В 1955 году окончил физический факультет Томского государственного университета, в 1955—1958 годах обучался в аспирантуре Томского политехнического института (ТПИ); для завершения диссертационной работы во время аспирантуры был командирован на кафедру статистической физики и механики физического факультета МГУ. В январе 1959 г. успешно защитил в МГУ диссертацию на соискание ученой степени кандидатом физико-математических наук.
По окончании аспирантуры начал работать в Научно-исследовательском институте ядерной физики, электроники и автоматики при ТПИ, в котором прошёл путь от младшего научного сотрудника до директора (1968—1987). В 1966 году защитил докторскую диссертацию, в 1968 году стал профессором. В 1984 году был избран член-корреспондентом АН СССР по специальности «Физика».
В 1987 году был переведён в Москву в аппарат Президиума АН СССР. В 1987—1989 годах являлся советником Президента АН СССР; с 1988 года возглавил кафедру в МИФИ. В 1990—2002 годах был заместителем академика-секретаря Отделения физико-технических проблем энергетики РАН. С 2002 года — советник РАН.
Подготовил 15 докторов и свыше 70 кандидатов наук, его учеником является профессор ТПУ Александр Ильич Рябчиков.
Похоронен на Введенском кладбище (участок 30с) .

## Научные достижения
Являлся специалистом в области физики пучков заряженных частиц, мощной СВЧ-электроники и СВЧ-энергетики, был пионером исследований сверхпроводящих волноводов и резонаторов в СССР. Им создано новое научное направление — импульсная СВЧ-энергетика. Под руководством Диденко были впервые в мире на основе метода временной компрессии созданы мощные СВЧ-генераторы субнаносекундной длительности, которые позволили по-новому решать многие проблемы радиолокации и глубокого зондирования различных грунтов.

## Награды, премии, почётные звания
- Орден Трудового Красного Знамени (1981)
- Премия Совета министров СССР (1991)
- Премия Правительства РФ (1999)
- Премия имени П. Н. Яблочкова (2010) — за цикл работ «СВЧ-энергетика»

## Публикации
Обладатель 63 авторских свидетельств и патентов, автор более 300 статей и 12 монографий.
- Диденко, А. Н. О влиянии излучения на радиально-фазовые колебания в электронных циклических ускорителях на большие энергии // Известия Томского политехнического института  [Известия ТПИ]. — 1957. — Т. 87 : Электронные циркулярные ускорители. — С. 272-278.
- Диденко, А. Н. К вопросу о нелинейной теории радиально-фазовых колебаний // Известия Томского политехнического института  [Известия ТПИ]. — 1957. — Т. 87 : Электронные циркулярные ускорители. — С. 279-283.
- Диденко, А. Н., Чумаков, А. С. Радиально-фазовое движение электронов в синхротроне // Известия Томского политехнического института  [Известия ТПИ]. — 1962. — Т. 122. — С. 61-65.